# لی‌لی کاراتی
لی‌لی کاراتی (ایتالیایی: Lilli Carati؛ زاده ۲۳ سپتامبر ۱۹۵۶ – درگذشته ۲۰ اکتبر ۲۰۱۴) بازیگر ایتالیایی بود.
لی‌لی کاراتی در وارزه ایتالیا به دنیا آمد. او در سال ۱۹۷۴ در یک مسابقه زیبایی در کالابریا «دوشیزهٔ برازنده» نام گرفت و به عنوان مدل لباس در میلان شروع به کار کرد. او برای نخستین بار در مسابقه دوشیزه شایستهٔ ایتالیا در سال ۱۹۷۵ نایب قهرمان شد و به دنیای بازیگری و سینما پیوست.
بیشتر آثار سینمایی او در ژانر کمدی سکسی سبک ایتالیایی بود، اما او همچنین در فیلم‌هایی با ژانرهای مختلف مانند گروه ضربت (۱۹۷۷، یک فیلم جنایی به کارگردانی توماس میلیان)، فراریان - داستان‌های سکسی و خشن (۱۹۷۸، یک از نخستین نمونه‌های فیلم بهره‌کشی)، و شبی پرباران (۱۹۷۸، فیلمی درام به کارگردانی لینا ورتمولر) نقش‌آفرینی نمود.
همچنین عکس‌های برهنه او در صفحات مجلات مردانه ایتالیایی مانند پلی‌من و آلبو بلیتز منتشر شد. در حدود سال ۱۹۹۰، او از خود را بازنشسته کرد. لی‌لی کاراتی در ۲۱ اکتبر ۲۰۱۴، بر اثر ابتلا به تومور مغزی درگذشت.

## گزیدهٔ فیلم‌شناسی
- یک ذهن شهوت‌آلود (۱۹۸۶)
- میل به تماشا (۱۹۸۶)
- لذت (۱۹۸۵)
- گوشه دنج (۱۹۸۵)
- شبحی در تختخوابم هست (۱۹۸۱)
- شوهر در تعطیلات (۱۹۸۱)
- هیکل دختر زیبا (۱۹۷۹)
- شبی پُر باران (۱۹۷۸)
- بیست‌ساله بودن (۱۹۷۸)
- شهوت‌انگیز بی‌پرده (۱۹۷۸)
- گروه ضربت (۱۹۷۷)
- معلم علوم تجربی (۱۹۷۶)
- نشان تو چیست؟ (۱۹۷۵)